# R354-es főút (Oroszország)
Az R354-es főút (oroszul: Федеральная автомобильная дорога ) Oroszország egyik szövetségi jelentőségű autóútja a Szverdlovszki- és a Kurgani területen. 2x1 sávos út, hossza 372 km.
Összeköti az Urál legnagyobb városát, Jekatyerinburgot a délnyugatra fekvő Kurgannal. Jekatyerinburg körgyűrűjéből kiindulva egy darabig azonos az R351-es főúttal, majd abból elágazik délkelet felé és nagyrészt a Kurgani területen vezet. Kurgannál találkozik az R254-es (oroszul: ) „Irtis” nevű főúttal.

## Útvonala
Szverdlovszki terület
- Jekatyerinburg körgyűrű (JeKAD)

 híd az Iszetyen
- Kamenszk-Uralszkij, déli elkerülőút

Kurgani terület
- Katajszk
- Dalmatovo
- Sadrinszk

 Jalutorovszk felé
 híd az Iszetyen
- Kargapolje

 híd a Miasszon
- Kurgan